# Idiosoma formosum
Idiosoma formosum es una especie de araña migalomorfa del género Idiosoma, familia Idiopidae. Fue descrita científicamente por Rix & Harvey en 2018.
Esta especie habita en Australia Occidental. El holotipo masculino mide 18,1 mm y el paratipo femenino 24,3 mm.